# Szczepan Augustyniak
Szczepan Augustyniak (ur. 15 grudnia 1896 w Trzcielinie, zm. 30 maja 1975 w Poznaniu) – polski żołnierz, sołtys, powstaniec wielkopolski.

## Życiorys
Był synem Idziego (1858–1935) i Marianny z domu Dominiak (1861–1937). Skończył trzcielińską szkołę powszechną i pracował w lokalnym majątku rolnym. Do armii pruskiej został wcielony 27 kwietnia 1916 i walczył na zachodnim froncie, gdzie został przygnieciony zwałami ziemi w okopie. 17 listopada 1918 został zwolniony z armii, a 27 listopada tego samego roku wstąpił do poznańskiej Straży Ludowej. W czasie powstania wielkopolskiego walczył jako żołnierz 2. kompanii I baonu garnizonowego, przede wszystkim w Poznaniu i okolicach. 13 grudnia 1920 zwolniono go do rezerwy (z bronią) ze względu na liczne schorzenia płuc i serca. Powrócił wówczas do pracy w trzcielińskim majątku rolnym, a potem w majątku w Jeziorkach (od 1937). W czasie II wojny światowej pełnił rolę gońca w biurach. W 1945 wybrano go sołtysem Jeziorek, którym był do 1971, a zrezygnował ze względu na utratę zdrowia. W 1972 awansowano go na podporucznika rezerwy za zasługi w powstaniu wielkopolskim. Był członkiem ZBOWiD i PZPR. Zmarł w Poznaniu, a pochowano go w Słupi koło Stęszewa.

## Odznaczenia
- Krzyż Kawalerski Orderu Odrodzenia Polski,
- Złoty Krzyż Zasługi,
- Wielkopolski Krzyż Powstańczy,
- Krzyż Waleczności Armii gen. Bułak-Bałachowicza,
- Medal Za Długoletnie Pożycie Małżeńskie,
- odznaka Związku Weteranów Powstań Narodowych,
- odznaka Za wysługę 45 lat w Związku Ochotniczych Straży Pożarnych[1].

## Rodzina
Był żonaty z Antoniną Dybioną, urodzoną 28 stycznia 1895 w Tomicach i miał z nią trójkę dzieci:
- Joannę (ur. 22 stycznia 1924, zm. 15 października 2004),
- Wandę (ur. 1 kwietnia 1926, zm. 2 listopada 2000),
- Stanisława (ur. 18 października 1927, zm. 13 grudnia 1989)[1].